# Champions Trophy vrouwen 2002
De Champions Trophy voor vrouwen werd in 2002 gehouden in het Chinese Macau. Het toernooi werd gehouden van 24 augustus tot en met 1 september. De Chinese vrouwen wonnen deze tiende editie.

## Geplaatste landen
De deelnemende landen worden bepaald door de FIH.
- Argentinië (titelverdediger en tweede op de Olympische Spelen)
- Australië (wereldkampioen en olympisch kampioen)
- China (gastland en vijfde op de Olympische Spelen)
- Engeland (achtste op de Olympische Spelen)
- Nederland (derde op de Olympische Spelen)
- Nieuw-Zeeland (zesde  op de Olympische Spelen)

## Uitslagen
Alle tijden zijn in de lokale tijd UTC+8.

### Eerste ronde
De nummers 1 en 2 spelen de finale, de nummers 3 en 4 om het brons en de nummers 5 en 6 om de 5e en 6e plaats.
| Team          | GS | W | G | V | DV | DT | DS  | Ptn |
| ------------- | -- | - | - | - | -- | -- | --- | --- |
| Argentinië    | 5  | 2 | 3 | 0 | 9  | 4  | +5  | 9   |
| China         | 5  | 2 | 3 | 0 | 5  | 3  | +2  | 9   |
| Australië     | 5  | 2 | 2 | 1 | 7  | 4  | +3  | 8   |
| Nederland     | 5  | 1 | 4 | 0 | 6  | 4  | +2  | 7   |
| Nieuw-Zeeland | 5  | 1 | 1 | 3 | 8  | 7  | +1  | 4   |
| Engeland      | 5  | 0 | 1 | 4 | 1  | 14 | −13 | 1   |

| 24 augustus 2002 15:00 |           |               |                                                      |
| Argentinië             | 1–0       | Nieuw-Zeeland | Scheidsrechters: Renée Cohen (NED) Yao Hongjun (CHN) |
|                        | (verslag) |               | Scheidsrechters: Renée Cohen (NED) Yao Hongjun (CHN) |

| 24 augustus 2002 17:00 |           |           |                                                              |
| Australië              | 0–0       | Nederland | Scheidsrechters: Jane Nockolds (ENG) Marelize de Klerk (RSA) |
|                        | (verslag) |           | Scheidsrechters: Jane Nockolds (ENG) Marelize de Klerk (RSA) |

| 24 augustus 2002 20:00 |           |          |                                                        |
| China                  | 1–1       | Engeland | Scheidsrechters: Jean Duncan (SCO) Minka Woolley (AUS) |
|                        | (verslag) |          | Scheidsrechters: Jean Duncan (SCO) Minka Woolley (AUS) |

| 25 augustus 2002 16:00 |           |           |                                                   |
| Argentinië             | 1–1       | Nederland | Scheidsrechters: Jean Duncan (SCO) Xiong Ru (CHN) |
|                        | (verslag) |           | Scheidsrechters: Jean Duncan (SCO) Xiong Ru (CHN) |

| 25 augustus 2002 18:00 |           |               |                                                               |
| Engeland               | 0–5       | Nieuw-Zeeland | Scheidsrechters: Marelize de Klerk (RSA) Chieko Akiyama (JPN) |
|                        | (verslag) |               | Scheidsrechters: Marelize de Klerk (RSA) Chieko Akiyama (JPN) |

| 25 augustus 2002 20:00 |           |       |                                                    |
| Australië              | 0–1       | China | Scheidsrechters: Ute Conen (GER) Renée Cohen (NED) |
|                        | (verslag) |       | Scheidsrechters: Ute Conen (GER) Renée Cohen (NED) |

| 27 augustus 2002 16:00 |           |               |                                                        |
| Australië              | 3–1       | Nieuw-Zeeland | Scheidsrechters: Jane Nockolds (ENG) Renée Cohen (NED) |
|                        | (verslag) |               | Scheidsrechters: Jane Nockolds (ENG) Renée Cohen (NED) |

| 27 augustus 2002 18:00 |           |          |                                                      |
| Argentinië             | 4–0       | Engeland | Scheidsrechters: Ute Conen (GER) Minka Woolley (AUS) |
|                        | (verslag) |          | Scheidsrechters: Ute Conen (GER) Minka Woolley (AUS) |

| 27 augustus 2002 20:00 |           |           |                                                               |
| China                  | 1–1       | Nederland | Scheidsrechters: Marelize de Klerk (RSA) Chieko Akiyama (JPN) |
|                        | (verslag) |           | Scheidsrechters: Marelize de Klerk (RSA) Chieko Akiyama (JPN) |

| 28 augustus 2002 16:00 |           |          |                                                 |
| Australië              | 2–0       | Engeland | Scheidsrechters: Ute Conen (GER) Xiong Ru (CHN) |
|                        | (verslag) |          | Scheidsrechters: Ute Conen (GER) Xiong Ru (CHN) |

| 28 augustus 2002 18:00 |           |               |                                                        |
| Nederland              | 2–2       | Nieuw-Zeeland | Scheidsrechters: Minka Woolley (AUS) Yao Hongjun (CHN) |
|                        | (verslag) |               | Scheidsrechters: Minka Woolley (AUS) Yao Hongjun (CHN) |

| 28 augustus 2002 20:00 |           |       |                                                        |
| Argentinië             | 1–1       | China | Scheidsrechters: Jane Nockolds (ENG) Jean Duncan (SCO) |
|                        | (verslag) |       | Scheidsrechters: Jane Nockolds (ENG) Jean Duncan (SCO) |

| 30 augustus 2002 16:00 |           |           |                                                            |
| Engeland               | 0–2       | Nederland | Scheidsrechters: Marelize de Klerk (RSA) Jean Duncan (SCO) |
|                        | (verslag) |           | Scheidsrechters: Marelize de Klerk (RSA) Jean Duncan (SCO) |

| 30 augustus 2002 18:00 |           |               |                                                        |
| China                  | 1–0       | Nieuw-Zeeland | Scheidsrechters: Renée Cohen (NED) Jane Nockolds (ENG) |
|                        | (verslag) |               | Scheidsrechters: Renée Cohen (NED) Jane Nockolds (ENG) |

| 30 augustus 2002 20:00 |           |           |                                                       |
| Argentinië             | 2–2       | Australië | Scheidsrechters: Chieko Akiyama (JPN) Ute Conen (GER) |
|                        | (verslag) |           | Scheidsrechters: Chieko Akiyama (JPN) Ute Conen (GER) |

### Plaatsingswedstrijden
Om de 5e/6e plaats
| 1 september 2002 09:00 |           |          |                                                              |
| Nieuw-Zeeland          | 2–0       | Engeland | Scheidsrechters: Marelize de Klerk (RSA) Minka Woolley (AUS) |
|                        | (verslag) |          | Scheidsrechters: Marelize de Klerk (RSA) Minka Woolley (AUS) |

Om de 3e/4e plaats
| 1 september 2002 17:30 |           |           |                                                           |
| Australië              | 3–4       | Nederland | Scheidsrechters: Chieko Akiyama (JPN) Jane Nockolds (ENG) |
|                        | (verslag) |           | Scheidsrechters: Chieko Akiyama (JPN) Jane Nockolds (ENG) |

Finale
| 1 september 2002 20:00 |                   |       |                                                    |
| Argentinië             | 2–2 (nv) 1-3 (sb) | China | Scheidsrechters: Renée Cohen (NED) Ute Conen (GER) |
|                        | (verslag)         |       | Scheidsrechters: Renée Cohen (NED) Ute Conen (GER) |

## Selecties
Argentinië
1. Mariela Antoniska (GK)
2. Agustina García
3. Magdalena Aicega
4. María Paz Ferrari
5. Anabel Gambero
6. Ayelén Stepnik
7. Luciana Aymar
8. Vanina Oneto
9. Karina Masotta

1. Mariana González Oliva
2. Laura Maiztegui
3. Mercedes Margalot
4. María de la Paz
5. Cecilia Rognoni
6. Paola Vukojicic (GK)
7. Mariné Russo
8. Inés Arrondo
9. Claudia Burkart

Bondscoach: Sergio Vigil
 Australië
1. Toni Cronk (GK)
2. Louise Dobson
3. Karen Smith
4. Ngaire Smith
5. Peta Gallagher
6. Shayni Buswell
7. Wendy Alcorn
8. Nicole Arrold
9. Carmel Bakurski

1. Nina Bonner (GK)
2. Joanne Banning
3. Angie Skirving
4. Melanie Twitt
5. Megan Sargeant
6. Julie Towers
7. Tammy Cole
8. Katrina Powell
9. Nikki Hudson

Bondscoach: David Bell
 China
1. Nie Yali (GK)
2. Long Fengyu
3. Chen Zhaoxia
4. Ma Yibo
5. Cheng Hui
6. Huang Junxia
7. Fu Baorong
8. Li Shuang
9. Tang Chunling

1. Zhou Wanfeng
2. Zhang Hay Ying
3. Hou Xiaolan
4. Mai Shooyan
5. Chen Qiuqi
6. Wang Jiuyan
7. Zhang Shuang
8. Li Aili
9. Pan Feng Zhen (GK)

Bondscoach: Kim Chang-Back
 Engeland
1. Anna Bennett
2. Jennie Bimson
3. Sarah Blanks
4. Melanie Clewlow
5. Helen Grant
6. Fiona Greenham
7. Leisa King
8. Purdy Miller
9. Mandy Nicholson

1. Anne Panter
2. Kathy Roberts (GK)
3. Jane Smith
4. Rachel Walker
5. Kate Walsh
6. Alex Danson
7. Beth Storry (GK)
8. Frances Houslop
9. Rachel Walsh

Bondscoach: Tricia Heberle
 Nederland
1. Clarinda Sinnige (GK)
2. Lisanne de Roever (GK)
3. Macha van der Vaart
4. Fatima Moreira de Melo
5. Maartje Scheepstra
6. Miek van Geenhuizen
7. Florien Cornelis
8. Mijntje Donners
9. Ageeth Boomgaardt

1. Minke Smabers
2. Ellis Verbakel
3. Janneke Schopman
4. Chantal de Bruijn
5. Minke Booij
6. Lieve van Kessel
7. Kim Lammers
8. Femke Kooijman
9. Fleur van de Kieft

Bondscoach: Marc Lammers
- Assistent: Carel van der Staak
- Assistent: Eric Verboom
- Arts: Jessica Gal
- Fysio: Marc van Nieuwenhuizen
- Fysio: Michiel Loeber
- Video: Lars Gillhaus

 Nieuw-Zeeland
1. Paula Enoka
2. Sandy Bennett
3. Rachel Sutherland
4. Skippy Hamahona
5. Jaimee Provan
6. Michelle Turner
7. Suzie Pearce
8. Anne-Marie Irving (GK)
9. Helen Clarke  (GK)

1. Caryn Paewai
2. Diana Weavers
3. Amanda Christie
4. Niniwa Roberts
5. Tara Drysdale
6. Lisa Bishop
7. Colleen Gubb-Suddaby
8. Karen Syddall
9. Kate Saunders

Bondscoach: Jan Borren

## Scheidsrechters
- Chieko Akiyama
- Renée Cohen
- Ute Conen

- Marelize de Klerk
- Jean Duncan
- Yao Hongjun

- Jane Nockolds
- Minka Woolley
- Xiong Ru

## Topscorers
- In onderstaand overzicht zijn alleen de speelsters opgenomen met twee of meer treffers achter hun naam.

| № | Naam                   | Land          | Goals |
| - | ---------------------- | ------------- | ----- |
| 1 | Vanina Oñeto           | Argentinië    | 5     |
| 2 | Ageeth Boomgaardt      | Nederland     | 3     |
|   | Minke Booij            | Nederland     | 3     |
|   | Louise Dobson          | Australië     | 3     |
| 3 | Wendy Alcorn           | Australië     | 2     |
|   | Luciana Aymar          | Argentinië    | 2     |
|   | Amanda Christie        | Nieuw-Zeeland | 2     |
|   | Fatima Moreira de Melo | Nederland     | 2     |
|   | Jaimee Provan          | Nieuw-Zeeland | 2     |
|   | Wan Feng Zhou          | China         | 2     |

## Eindrangschikking
| rang   | land          |
| ------ | ------------- |
| Goud   | China         |
| Zilver | Argentinië    |
| Brons  | Nederland     |
| 4      | Australië     |
| 5      | Nieuw-Zeeland |
| 6      | Engeland      |

Mannen:
Lahore 1978 ·
Karachi 1980 ·
Karachi 1981 ·
Amstelveen 1982 ·
Karachi 1983 ·
Karachi 1984 ·
Perth 1985 ·
Karachi 1986 ·
Amstelveen 1987 ·
Lahore 1988 ·
Berlijn 1989 ·
Melbourne 1990 ·
Berlijn 1991 ·
Karachi 1992 ·
Kuala Lumpur 1993 ·
Lahore 1994 ·
Berlijn 1995 ·
Chennai 1996 ·
Adelaide 1997 ·
Lahore 1998 ·
Brisbane 1999 ·
Amstelveen 2000 ·
Rotterdam 2001 ·
Keulen 2002 ·
Amstelveen 2003 ·
Lahore 2004 ·
Chennai 2005 ·
Barcelona 2006 ·
Kuala Lumpur 2007 ·
Rotterdam 2008 ·
Melbourne 2009 ·
Mönchengladbach 2010 ·
Auckland 2011 ·
Melbourne 2012 ·
Bhubaneswar 2014 ·
Londen 2016 ·
Breda 2018
Vrouwen:
Amstelveen 1987 ·
Frankfurt 1989 ·
Berlijn 1991 ·
Amstelveen 1993 ·
Mar del Plata 1995 ·
Berlijn 1997 ·
Brisbane 1999 ·
Amstelveen 2000 ·
Amstelveen 2001 ·
Macau 2002 ·
Sydney 2003 ·
Rosario 2004 ·
Canberra 2005 ·
Amstelveen 2006 ·
Quilmes 2007 ·
Mönchengladbach 2008 ·
Melbourne 2009 ·
Nottingham 2010 ·
Amstelveen 2011 ·
Rosario 2012 ·
Mendoza 2014 ·
Londen 2016 ·
Changzhou 2018